# Sean Dylan Kelly
Sean Dylan Kelly (Hollywood, Florida, Estados Unidos, 17 de mayo de 2002), es un piloto de motociclismo estadounidense que compite en el Campeonato del Mundo de Moto2 con el equipo American Racing.

## Trayectoria
En 2019, Sean Dylan Kelly hizo su debut en el MotoAmerica Supersport a bordo de la Suzuki GSX-R600 del M4 ECSTAR Suzuki. En su primera temporada en el campeonato, consiguió dos victorias, ambas en el Pittsburgh International Race Complex y cinco podios, lo que le permitió terminar la temporada en el cuarto puesto. Además en este año hizo su debut en el Campeonato del Mundo de Motociclismo en la categoría de Moto2, disputó el Gran Premio de la Comunidad Valenciana reemplazando al español Iker Lecuona en el American Racing KTM. Clasificó en la 27.º posición y en carrera abandonó por caída a dos vueltas del final de la carrera.
Continuó en el M4 ECSTAR Suzuki en 2020 y en esta temporada demostró su gran nivel. En esta temporada consiguió cinco victorias (una en Atlanta, The Ridge, New Jersey y dos en Laguna Seca), once podios y tres poles en 18 carreras. Terminó la temporada subcampeón con 341 puntos, cuarenta menos que el campeón, Richie Escalante.
La temporada 2021 del MotoAmerica Supersport fue la demostración del poderío de Sean Dylan Kelly en la categoría. Logró doce victorias (una en Virginia, Pittsburgh, New Jersey y Alabama y las dos de Atlanta, Washington, Laguna Seca y Minnesota), cinco segundos puestos y un sexto puesto que a la postre fue su peor posición final en la temporada sobre 18 carreras. Además en esta temporada logró todas las poles que se disputaron (9) y la mitad de las vueltas rápidas otorgadas (9). Con la segunda posición conseguida en la carrera 2 de New Jersey, Sean Dylan Kelly se convirtió en campeón del MotoAmerica Supersport una ronda antes del final del campeonato.
El 18 de septiembre de 2021, se anunció oficialmente el fichaje de Sean Dylan Kelly por el American Racing de Moto2 con un contrato de dos años. Sean Dylan Kelly formará equipo en 2022 con el pentacampeón del MotoAmerica Superbike Championship, Cameron Beaubier.

## Resultados

### Red Bull MotoGP Rookies Cup
(negrita indican pole position, cursiva indican vuelta rápida)
| Temp. | 1      | 2       | 3       | 4      | 5       | 6       | 7      | 8      | 9      | 10      | 11     | 12     | 13     | Pos. | Pts. |
| ----- | ------ | ------- | ------- | ------ | ------- | ------- | ------ | ------ | ------ | ------- | ------ | ------ | ------ | ---- | ---- |
| 2016  | JER 18 | JER 16  | ASS Ret | ASS 15 | SAC 18  | SAC 14  | RBR 20 | RBR 17 | BRN 13 | BRN 19  | MIS 17 | ARA 16 | ARA 16 | 22.º | 6    |
| 2017  | JER 7  | JER Ret | ASS Ret | ASS 17 | SAC 21  | SAC 20  | BRN 17 | BRN 8  | RBR 21 | RBR 13  | MIS 7  | ARA 12 | ARA 9  | 17.º | 40   |
| 2018  | JER 8  | JER 7   | MUG 11  | ASS 6  | ASS Ret | SAC Ret | SAC 8  | RBR 10 | RBR 11 | MIS Ret | ARA 9  | ARA 9  |        | 10.º | 65   |

### MotoAmerica Supersport
(negrita indican pole position, cursiva indican vuelta rápida)
| Año  | Motocicleta | Equipo           | 1       | 1     | 2       | 2     | 3     | 3     | 4     | 4     | 5     | 5     | 6       | 6     | 7     | 7     | 8      | 8       | 9     | 9     | Pts. | Pos. |
| Año  | Motocicleta | Equipo           | R1      | R2    | R1      | R2    | R1    | R2    | R1    | R2    | R1    | R2    | R1      | R2    | R1    | R2    | R1     | R2      | R1    | R2    | Pts. | Pos. |
| ---- | ----------- | ---------------- | ------- | ----- | ------- | ----- | ----- | ----- | ----- | ----- | ----- | ----- | ------- | ----- | ----- | ----- | ------ | ------- | ----- | ----- | ---- | ---- |
| 2019 | Suzuki      | M4 ECSTAR Suzuki | ATL 3   | ATL 6 | VIR DNS | VIR 3 | RAM 3 | RAM 2 | UTA 4 | UTA 5 | LAG 4 |       | SON Ret | SON 6 | PIT 1 | PIT 1 | NJE 3  | NJE Ret | BAR 5 | BAR 4 | 215  | 4.º  |
| 2020 | Suzuki      | M4 ECSTAR Suzuki | RAM Ret | RAM 2 | RAM 2   | RAM 2 | ATL 1 | ATL 2 | PIT 2 | PIT 2 | RID 2 | RID 1 | NJE 3   | NJE 1 | BAR 2 | BAR 2 | IND 18 | IND 2   | LAG 1 | LAG 1 | 341  | 2.º  |
| 2021 | Suzuki      | M4 ECSTAR Suzuki | ATL 1   | ATL 1 | VIR 1   | VIR 2 | RAM 6 | RAM 2 | RID 1 | RID 1 | LAG 1 | LAG 1 | BRA 1   | BRA 1 | PIT 2 | PIT 1 | NJE 1  | NJE 2   | BAR 1 | BAR 2 | 410  | 1.º  |

### Campeonato Mundial de Motociclismo

#### Por temporada
| Temp. | Cat.  | Moto  | Equipo              | Carreras | Victorias | Podios | Poles | V.Ráp. | Pts. | Pos.  |
| ----- | ----- | ----- | ------------------- | -------- | --------- | ------ | ----- | ------ | ---- | ----- |
| 2019  | Moto2 | KTM   | American Racing KTM | 1        | 0         | 0      | 0     | 0      | 0    | NC    |
| 2022  | Moto2 | Kalex | American Racing     | 20       | 0         | 0      | 0     | 0      | 5.5  | 29.º  |
| 2023  | Moto2 | Kalex | American Racing     | 2        | 0         | 0      | 0     | 0      | 0*   | 23.º* |
| Total |       |       |                     | 23       | 0         | 0      | 0     | 0      | 5.5  |       |

- * Temporada en curso.

#### Carreras por año
(negrita indican pole position, cursiva indican vuelta rápida)
| Año  | Clase | Moto  | 1      | 2       | 3       | 4      | 5      | 6      | 7      | 8      | 9      | 10     | 11     | 12     | 13      | 14      | 15     | 16     | 17     | 18     | 19      | 20     | 21  | Pos.  | Pts. |
| ---- | ----- | ----- | ------ | ------- | ------- | ------ | ------ | ------ | ------ | ------ | ------ | ------ | ------ | ------ | ------- | ------- | ------ | ------ | ------ | ------ | ------- | ------ | --- | ----- | ---- |
| 2019 | Moto2 | KTM   | QAT    | ARG     | AME     | SPA    | FRA    | ITA    | CAT    | NED    | GER    | CZE    | AUT    | GBR    | RSM     | ARA     | THA    | JPN    | AUS    | MAL    | VAL Ret |        |     | NC    | 0    |
| 2022 | Moto2 | Kalex | QAT 25 | INA Ret | ARG Ret | AME 17 | POR 13 | SPA 22 | FRA 20 | ITA 23 | CAT 21 | GER 17 | NED 19 | GBR 22 | AUT Ret | RSM Ret | ARA 21 | JPN 19 | THA 11 | AUS 18 | MAL 18  | VAL 18 |     | 29.º  | 5.5  |
| 2023 | Moto2 | Kalex | POR 20 | ARG Ret | AME     | SPA    | FRA    | ITA    | GER    | NED    | KAZ    | GBR    | AUT    | CAT    | RSM     | BAH     | JPN    | INA    | AUS    | THA    | MAL     | QAT    | VAL | 23.º* | 0*   |

- * Temporada en curso.